# Pokémon Mystery Dungeon: Red Rescue Team и Blue Rescue Team
Pokémon Mystery Dungeon: Red Rescue Team и Blue Rescue Team (яп. ポケモン不思議のダンジョン 赤の救助隊 青の救助隊 покэмон фусиги но дандзён ака но кю:дзётай ао но кю:дзётай, «Покемон: Подземелье тайн — Красная спасательная команда» и «Синяя спасательная команда») — компьютерные игры в жанре Roguelike, разработанные студией Chunsoft и выпущенные Nintendo на портативные игровые системы Game Boy Advance и Nintendo DS соответственно. Они являются частью серии игр Pokémon и серии Mystery Dungeon одновременно. Даже будучи выпущенными на разных платформах, игры почти ничем не отличаются, но при этом в Blue Rescue Team задействованы технические возможности Nintendo DS, которых нет у Game Boy Advance.
Действие игры происходит в вымышленном сказочном мире, где обитают только покемоны. Главный герой — человек, неизвестным образом превратившийся в покемона и оказавшийся в этом мире. Вместе с другими покемонами он организует спасательную команду (англ. Rescue Team), которая занимается выполнением различных миссий. На протяжении всей игры главный герой также пытается узнать, как и почему он превратился в покемона.
Игра получила неоднозначную реакцию критиков, но, несмотря на это, продавалась хорошо. В 2007 году, к моменту окончания поддержки Nintendo своей консоли Game Boy Advance было продано 2,2 миллионона копий Red Rescue Team и 3,08 миллиона Blue Rescue Team. По мотивам игр также выпущена манга Pokémon Mystery Dungeon: Ginji's Rescue Team.

## Геймплей

Главный герой Псидак вместе со своими напарниками Пикачу и Ледиба сражаются против группы враждебных покемонов

Игрок управляет группой покемонов, путешествующих по игровому миру и выполняющих различные миссии для дальнейшего продвижения по сюжету. Управлять можно только покемоном-лидером команды, остальные управляются искусственным интеллектом, хотя на определённом этапе игрок получит возможность в любой момент менять лидера, также можно настроить поведение и тактику напарников в специальном меню. Миссии проходят в различных подземельях, для их завершения нужно выполнить различные условия: например, найти определённый предмет, спасти заблудившегося покемона или просто пройти подземелье. Подземелья состоят из случайно генерируемых этажей. Если игрок слишком долго ходит по подземелью, покемон-лидер может проголодаться — если покемон-лидер проголодался, то он теряет очки здоровья. Чтобы утолить голод, нужно поесть — для этого существуют специальные предметы, еда. По этажам ходят враждебные покемоны. Как только они видят игрока, они тут же нападают на него.
Бой проходит в пошаговом режиме. Во время боя игрок может атаковать врага, использовать в бою способность, предмет или переместиться по полю боя. У каждого покемона есть очки здоровья — если покемон-лидер теряет все очки здоровья, то игрок проигрывает битву и его команда исчезает из подземелья, потеряв всю игровую валюту и ровно половину вещей. При победе покемоны игрока получают опыт, при получении его определённого количества у покемона повышается уровень, а с уровнем растут и характеристики покемона. Также с новым уровнем иногда можно выучить новую способность. При выполнении определённых условий и зайдя в определённую локацию, покемон может эволюционировать — превратиться в развитую форму.
Кроме миссий, обязательных для прохождения, игрок может по желанию пройти ещё дополнительные случайно генерируемые миссии за соответствующее вознаграждение в виде игровой валюты и/или предметов. Чем сложнее миссия, тем более ценное вознаграждение. За миссии также даются очки репутации. В команду можно завербовать любого враждебного покемона из подземелья, но для этого нужно выполнить два условия: нужно победить враждебного покемона и при этом иметь достаточное количество очков репутации. Побеждённый покемон предложит игроку своё вступление в команду.
В перерывах между миссиями в специальных локациях можно поговорить с неигровыми персонажами, купить или продать предметы, эволюционировать покемонов, и т. п. Есть также возможность взять дополнительные миссии из почтового ящика команды или с доски объявлений и настроить состав команды для следующей миссии.

## Сюжет

### Сеттинг
Действие игры разворачивается в вымышленном сказочном мире, где нет людей — в этом мире обитают только говорящие покемоны. В этом мире некоторые покемоны формируют спасательные команды. Покемоны организовали собственную цивилизацию, её центр в этих играх — Площадь покемонов (англ. Pokémon Square). На Площади собираются покемоны, чтобы обсудить последние события и поторговать вещами. Кроме того, здесь существует почтовая служба Пеллиперов, которая занимается доставкой поручений для спасательных команд. В этом мире есть много других локаций, именуемых подземельями — леса, горы, пещеры, древние руины, моря и т. п.

### История
Перед началом игры игроку потребуется пойти небольшой психологический тест, где нужно отвечать на вопросы, как бы игрок поступил бы в той или иной ситуации. После окончания теста игроку предлагают выбрать вид своего первого покемона-напарника и дать ему имя.
Главный герой приходит в себя в лесу и видит над собой покемона-напарника. В этот же момент главный герой обнаруживает, что превратился из человека в покемона (в какого именно покемона превратился главный герой, определяет психологический тест). Также он обнаруживает, что полностью потерял память. Вдруг они видят Баттерфри, которая потеряла своего ребёнка Катерпи. Когда герои спасают Катерпи, они решают вместе организовать спасательную команду.
Через несколько дней начинаются стихийные бедствия. Главный герой узнаёт легенду о Найнтейлсе, проклявшем человека, дотронувшегося до его хвоста. Найнтейлс предрёк, что как только человек превратится в покемона, начнутся катаклизмы. В поисках правды герои отправляются к пророку Ксату, тот им говорит, что главный герой действительно некогда был человеком. Глава Команды Злодеев (англ. Team Meanies) Генгар, узнав об этом и желая убрать конкурирующую с ним команду главного героя, подставляет его и объявляет, что катаклизмы закончатся, как только главный герой будет убит. Герои планируют побег с Площади покемонов, но их встречают Алаказам, Тиранитар и Чаризард — команда АЧТ (англ. Team ACT, одна из самых уважаемых команд в игровом мире. Алаказам говорит главному герою, что ему приказали убить его и всех, кто встанет на его сторону, но так как Алаказам к нему лоялен, то он даёт ему одну ночь, чтобы убежать из города. Вместе со своим первым напарником главный герой убегает, а погоня следует за ним по пятам.
Убегая от погони, герои идут на север. Они проходят Пылающую гору (англ. Mt. Blaze), победив там Молтреса, и Морозную гору (англ. Mt. Freeze), победив там Артикуно. Так как Молтрес и Артикуно — легендарные покемоны (наряду с Запдосом из Громовой горы), они также чувствуют надвигающийся катаклизм. На Морозной горе к героям присоединяется Эбсол, желающий узнать причину катаклизмов. Там же трое героев сталкиваются с Командой АЧТ, на этот раз они не собираются их щадить. Команду АЧТ внезапно останавливает Найнтейлс, который им говорит, что главный герой — не тот самый человек из легенды и истинную опасность представляет Гроудон. Алаказам приказывает главному герою идти домой, а сам со своей командой идёт к Гроудону. Другие покемоны обвиняют Генгара во лжи. Прошло несколько дней, Команда АЧТ не вернулась, герои начинают беспокоиться. На Площади принимают решение отослать другую команду, состоящую из Бластойза, Октиллери и Голема, однако она возвращается побеждённой.
Главный герой решает сам отправиться к Гроудону и победить его. Как только он доходит к нему, он видит, что Чаризард и Тиранитар побеждены, а израненный Алаказам всё ещё сражается. Когда Алаказам падает, команда героев сражается с Гроудоном и побеждает его. На Площади покемонов их встречали, как героев, однако Ксату говорит, что падающий метеорит — истинная причина катаклизмов. Единственный способ уничтожить метеорит — попросить об этом Рейквазу, покемона-дракона, живущего высоко в облаках. Рейкваза использует атаку «Гиперлуч» на метеор и тем самым спасает мир. Команда приходит в себя на земле, окружённые другими покемонами. Главный герой понимает, что, выполнив своё предназначение, он должен покинуть мир покемонов и снова стать человеком, и исчезает. После заключающих титров главный герой решает вернуться в этот мир, когда он возвращается, он очень сильно удивляет покемонов. После прохождения основного сюжета игра не заканчивается — игроку даётся возможность пройти множество побочных квестов. Как выясняется, осколок метеорита всё же упал на землю, а покемоны, находящиеся рядом с ним, стали эволюционировать, а часть попала в Латиаса.

## История разработки
Игры были впервые анонсированы в августе 2005 года. Дата выхода игр в Японии была объявлена в сентябре того же года, в этом месяце были показаны и другие детали игр, в частности, игровой процесс и сюжет. В ноябре Nintendo объявила о серьёзном баге, происходящем при соединении Red Rescue Team и Blue Rescue Team. Если соединиить с Blue Rescue Team вместо Red Rescue Team другую игру для Game Boy Advance, на картридже с Game Boy Advance сотрётся сохранение игры. 8 декабря Nintendo начала отгружать картриджи с Blue Rescue Team без этого бага. На игровой выставке E3 2006 года был анонсирован английский релиз игр и его дата.

## Отзывы и популярность
| Сводный рейтинг    | Сводный рейтинг | Сводный рейтинг |
| Издание            | Оценка          | Оценка          |
| Издание            | DS              | GBA             |
| ------------------ | --------------- | --------------- |
| GameRankings       | 64,01 %         | 70,82 %         |
| Metacritic         | 62/100          | 67/100          |
| Иноязычные издания |                 |                 |
| Издание            | Оценка          | Оценка          |
| Издание            | DS              | GBA             |
| 1UP.com            | A-              | N/A             |
| EGM                | 7,2/10          | N/A             |
| Eurogamer          | 7/10            | N/A             |
| GameSpot           | 5,2/10          | N/A             |
| GameSpy            | [ 15 ]          | N/A             |
| IGN                | 6,5/10          | N/A             |
| Nintendo Power     | 80/100          | N/A             |

Игры были неоднозначно оценены игровой прессой. IGN дал игре шесть с половиной баллов из десяти возможных, прокомментировал, что версия для Nintendo DS могла быть лучше и что «Chunsoft упустила возможность добавить в игру совместные прохождения с другом». Blue Rescue Team критиковали за графику, поскольку она не очень сильно отличалась от графики Red Rescue Team для более технически слабого Game Boy Advance. Игровой портал GameSpot дал игре низкую оценку в 5,2 баллов, заключив: «Не важно, как вы любите покемонов, лучше эту игру пропустить», и добавив, что «роуглайк Chunsoft — не самая лучшая игра для ознакомления с серией, даже введение элементов „Покемона“ в игру не сделало её лучше». Несмотря на это, сайт 1UP.com дал играм высокую оценку A-, утверждая, что «игра, может быть, не идеальна, но она действительно может заинтересовать». GameSpy поставил оценку в четыре балла из пяти, сказав, что «кого-то это смутит, а кого-то — взбесит, но затягивающая атмосфера этой игры не отпускает игрока, пока он не научится ценить исследование подземелий». Журнал Nintendo Power дал играм 80 баллов из ста возможных, заметив, что «хотя Mystery Dungeon не идеальна, её добротность и оригинальность делают её лучше, чем вы могли бы ожидать». Electronic Gaming Monthly дал играм оценку в 7,2 балла, раскритиковав тот факт, что при проигрыше у игрока исчезают все ценные игровые вещи
.

## Продолжения игры
Pokémon Mystery Dungeon: Explorers of Time и Explorers of Darkness (яп. ポケモン不思議のダンジョン 時の探検隊 闇の探検隊 покэмон фусиги но дандзён токи но татэнкай ями но татэнкай, «Покемон: Подземелье тайн — Исследователи времени» и «Исследователи тьмы») — две игры серии игр Pokémon для портативной игровой системы Nintendo DS. Игры вышли 13 сентября 2007 года в Японии и 20 апреля 2008 года в США. В этих двух играх присутствуют покемоны четвёртого поколения, кроме того, задействованы дополнительные функции Nintendo DS, например, Nintendo Wi-Fi Connection.